# 牛津簡明辭典
牛津簡明辭典、牛津簡明英語辭典（英語：Concise Oxford English Dictionary，縮寫COD、COED），牛津大學出版社出版的單卷式辭典，原為牛津英語詞典的簡編本。第一版的COD名為牛津簡明現代英語辭典，截取了OED當中的當代常見詞的當代義項。:324

## 原文版

### 牛津簡明現代英語辭典 The Concise Oxford Dictionary of Current English
- 第一版，1911年，由亨利·華生·福勒與弗朗西斯·喬治·福勒兄弟主編，作為牛津英語辭典的簡編本，截取了OED當中的當代常見詞的當代義項。
- 第二版，1929年，亨利·華生·福勒主編，掛名主編弗朗西斯逝於1918年。
- 第三版，1934年
- 第四版1951年及第五版1964年
- 第六版1976年及第七版1982年
- 第八版1990年
- 第九版1995年，德拉·湯普遜主編。

### 牛津簡明英語辭典
- 第十版1999年，書名改為The Concise Oxford English Dictionary
- 第十一版2004年，書名改為Concise Oxford English Dictionary
- 第十二版2011年，正值初版发行百年之际。同年亦有1911年初版影印本发行以作纪念。

## 雙語解釋版
牛津簡明辭典的雙解版本有阿拉伯、漢、德、法、義、西語版本。

## 影響
在中國辭書發展史上具有里程碑意義的、由黃士復、江鐵主編的綜合英漢大辭典，採用了牛津簡明現代英語辭典內容。:325:54-64